# Winifred
Winifred és una població dels Estats Units a l'estat de Montana. Segons el cens del 2000 tenia 156 habitants.

## Demografia
Segons el cens del 2000, Winifred tenia 156 habitants, 69 habitatges, i 38 famílies. La densitat de població era de 118,1 habitants per km².
Dels 69 habitatges en un 24,6% hi vivien nens de menys de 18 anys, en un 44,9% hi vivien parelles casades, en un 7,2% dones solteres, i en un 43,5% no eren unitats familiars. En el 39,1% dels habitatges hi vivien persones soles el 13% de les quals corresponia a persones de 65 anys o més que vivien soles. El nombre mitjà de persones vivint en cada habitatge era de 2,26 i el nombre mitjà de persones que vivien en cada família era de 3,13.
Per edats la població es repartia de la següent manera: un 23,1% tenia menys de 18 anys, un 5,8% entre 18 i 24, un 27,6% entre 25 i 44, un 28,2% de 45 a 60 i un 15,4% 65 anys o més.
L'edat mediana era de 41 anys. Per cada 100 dones de 18 o més anys hi havia 110,5 homes.
La renda mediana per habitatge era de 25.000 $ i la renda mediana per família de 33.393 $. Els homes tenien una renda mediana de 17.321 $ mentre que les dones 18.750 $. La renda per capita de la població era de 12.600 $. Aproximadament el 17% de les famílies i el 23,9% de la població estaven per davall del llindar de pobresa.

## Poblacions més properes
El següent diagrama mostra les poblacions més properes.